# I'll Be
I'll Be is een nummer van de Amerikaanse rapper Foxy Brown uit 1997, in samenwerking met de Amerikaanse rapper Jay-Z. Het is de tweede single van Ill Na Na, het debuutalbum van Brown.
Het nummer, dat gaat over seks en geld, bevat een sample uit "I'll Be Good" van René & Angela. "I'll Be" vooral een hit in Amerika en Engeland. Zo bereikte het de 7e positie in de Amerikaanse Billboard Hot 100. In de Nederlandse Top 40 was het succes bescheidener met een 32e positie. Hiermee werd het de eerste Nederlandse Top 40-hit voor zowel Brown als Jay-Z.

## Tracklijst
- Cd-single

1. "I'll Be" (LP-versie) – 3:00
2. "I'll Be" (instrumentaal)
3. "La Familia" (LP-versie)